# Donald Adamson
Donald Adamson (n. 30 martie 1939, Culcheth⁠(d), Culcheth and Glazebury⁠(d), Anglia, Regatul Unit – d. 18 ianuarie 2024, Polperro⁠(d), Cornwall⁠(d), Anglia, Regatul Unit) a fost un scriitor, istoric, biograf și traducător britanic specializat în literatura franceză. 
Printre operele sale remarcabile se numără Blaise Pascal: Mathematician, Physicist, and Thinker about God, precum și studiul aprofundat al romanului lui Honoré de Balzac Illusions perdues („Iluzii pierdute”).

## Biografie
Și-a petrecut copilăria la Lymm, în comitatul Cheshire. A studiat la Manchester Grammar School, apoi la Magdalen College de Oxford, absolvind în 1959. 
În anii 1964 și 1965 a studiat la Sorbonne și a fost profesor în același timp, de limba engleză la prestigiosul Lycée Louis-le-Grand („Liceu Ludovic cel Mare”) din Paris.
În 1971 Adamson și-a luat doctoratul cu teza intitulată Balzac and the Visual Arts („Balzac și artele vizuale”) la universitatea Oxford (DPhil).
Între 1969-89 a fost profesor al universității de Londra, iar din 1989 a devenit fellow  invitat la Wolfson College de Cambridge.

## Familie
S-a născut în anul 1939 fiind fiul cel mai mare al unui agricultor, Donald Adamson și al soției acestuia, Hannah Booth.
S-a căsătorit în 1966 cu Helen Griffiths, în 1970 și 1971 născându-se cei doi copii ai familiei.
Ei au locuit în Kent și Cornwall.

## Onoruri și premii
Dr. Adamson a primit următoarele distincții și decorații: 
- Cavaler al ordre des Palmes académiques („Ordinul Palmelor academice”), 1986
- Cavaler al Justiției al Most Venerable Order of St John („Venerabilului ordin sf. Ioan de Ierusalim”), 1998
- Cruce de merit pro Merito Melitensi, 2013
- Ofițer al ordre des Arts et des Lettres („Ordinul Artelor și Literelor”), 2022;
  - Fellow al Royal Society of Literature de Londra (FRSL), 1983.[11]

## Lucrări publicate
Lista parțială:
- The Black Sheep, traducerea romanului La Rabouilleuse („Oaia neagră”) de Honoré de Balzac; Penguin Classics: Londra, 1970
- The House of Nell Gwyn: the fortunes of the Beauclerk family, 1670-1974; William Kimber: Londra, 1974
- Les Romantiques français devant la peinture espagnole; Blackgate Press: Londra, 1988
- Bed 29 & Other Stories (traducerea a 26 povestiri de Guy de Maupassant); Folio Society: Londra, 1993
- Blaise Pascal: Mathematician, Physicist, and Thinker about God; Macmillan: Londra și New York, 1995
- The Curriers' Company: a Modern History; The Worshipful Company of Curriers: Londra, 2000
- Pascal: Views on Mathematics and the Divine; Elsevier: Amsterdam, 2005.